# Derby (Ohio)
Derby es un lugar designado por el censo ubicado en el condado de Pickaway en el estado estadounidense de Ohio. En el Censo de 2010 tenía una población de 408 habitantes y una densidad poblacional de 118,18 personas por km².

## Geografía
Derby se encuentra ubicado en las coordenadas 39°45′51″N 83°12′25″O / 39.76417, -83.20694. Según la Oficina del Censo de los Estados Unidos, Derby tiene una superficie total de 3.45 km², de la cual 3.45 km² corresponden a tierra firme y (0%) 0 km² es agua.

## Demografía
Según el censo de 2010, había 408 personas residiendo en Derby. La densidad de población era de 118,18 hab./km². De los 408 habitantes, Derby estaba compuesto por el 97.3% blancos, el 0.49% eran afroamericanos, el 0% eran amerindios, el 0.25% eran asiáticos, el 0% eran isleños del Pacífico, el 0.25% eran de otras razas y el 1.72% pertenecían a dos o más razas. Del total de la población el 0.49% eran hispanos o latinos de cualquier raza.